# Metal for the Brain

Metal for the Brain était le plus grand festival australien de heavy metal et de hard rock. De 1991 à 2006, il avait lieu tous les ans vers le mois de novembre, faisant intervenir majoritairement des groupes australiens.

## Historique
Tout commença quand Alec Hurley, un jeune adolescent tenta d’interrompre un bagarre et fut très sévèrement blessé à la tête. Un de ses proches amis, Joel Green (member d’un groupe local de death metal: Armoured Angel) organisa alors le premier “Metal for the brains” dans le but de récolter des fonds pour son ami. Joel et Armoured Angel organisèrent le festival tous les ans jusqu’en 1996, date de la separation du groupe. Depuis, c’est Alchemist, un autre groupe de Canberra qui s’en charge.
À l’origine, les concerts avaient lieu à la Australian National University, mais le festival prenant de l’importance, il dut, dès 2000, s’établir à l’université de Canberra.
La dernière édition a eu lieu le 4 novembre 2006.

## Le Festival
Bien que l’Australie ne soit pas une grande terre de heavy metal, cela n’a pas empêché à Metal for the Brain de prendre au fil des ans de plus en plus d’importance, passant de 6 groupes en 1991 à plus de 30 en 2000.
À partir des années 2000, des groupes étrangers interviennent pour la première fois : les canadiens de Voivod, les allemands de Destruction ou les japonais de Sun's Owl sont tous trois en tête d’affiche en 2002.
Cependant, MFTB s’est petit à petit dégagé de sa programmation uniquement death, black et thrash metal, pour s’orienter vers des groupes de nu metal, musique industrielle, hard rock, rock progressif et de punk hardcore.

## Programmation

### Années 1990

#### 16 novembre 1991
- Armoured Angel, Exceed, Adrenalin, Alchemist, Precursor, Nemesis.

#### 14 novembre 1992
- Hard Ons, The Hammonds, Bladder Spasms, Armoured Angel, Alchemist, Percursor, Grungeon, Cyborium, Manticore.

#### 13 novembre 1993
- Christbait, Misery, Acheron, Cruciform, Armoured Angel, Alchemist, Manticore, Persecution, Catharsis, Manticore.

#### Novembre 1994
- Cruciform (annulé), Alchemist, Armoured Angel, Manticore, Psychrist, Epitaph, Cod Peace, Black Earth, Dement Ensemble.

#### 2 décembre 1995
- Damaged, Alchemist, Bestial Warlust, Armoured Angel, Manticore, Psychrist, Superheist, Fracture, Dement Ensemble, Blathudah.

#### 14 décembre 1996
- Alchemist, Blood Duster, Discordia, Abramelin, Superheist, Manticore, In:Extremis, Psychrist, Cod Peace, Pod People.

#### 20 décembre 1997
- Alchemist, Damaged, Blood Duster, Segression, Manticore, Abramelin, Mortal_Sin, Armoured Angel, Superheist (annulé et remplacé par Dreadnaught Dreadnaught), Psychrist, Crypt, Cryptal Darkness.

#### 28 novembre 1998
- Segression, Alchemist, Damaged, Blood Duster, Destroyer 666, Beanflipper (annulé - remplacé par Dreadnaught), Misery, Armoured Angel, Cryogenic, Manticore (annulé et remplacé par Linedriver), Pod People, Deviant Plan, Lord Kaos, Sakkuth, Engraved, Soulcrusher, Volatile.

#### 27 novembre 1999
- Cryogenic, Alchemist, Blood Duster, Superheist, Nazxul, Destroyer 666, Armoured Angel, Dreadnaught, Pod People, Sakkuth, Psi.Kore, Order of Chaos, Lord Kaos, Earth, Psychrist, Crypt, Dungeon, Kompost.

### Années 2000

#### 28 octobre 2000
- Voivod, Alchemist, Blood Duster, Sadistik Exekution (annulé et remplacé par Alarum), Henry's Anger, Cryogenic, Dreadnaught, Abramelin, Pod People, Destroyer 666, Misery, Psi.Kore, Psychrist, Frankenbok, Lord Kaos, Sakkuth, Toe Cutter, Screwface:13, Earth, Dungeon, Deadspawn, The Wolves (annulé et remplacé par Volatile), Chalice, Post Life Disorder, Astriaal, Encabulos, Atomizer, Dezakrate, Third Symptom.

#### 20 octobre 2001
- Dungeon, Gospel of the Horns, Atomizer, Alchemist, Blood Duster, Psi.Kore, Sakkuth, Pod People, Dreadnaught, Earth, Frankenbok, Alarum, Chalice, Hypercenter, Psycroptic, Within Blood, Post Life Disorder, Screamage, Resistica, Clone B, Dark Order, Lycanthia, Hellspawn, Maladiction, Psychrist, Volatile, Deadspawn, Jerk, Hollow, Devolved, Elysium, Tribal Clown, Myrddraal, Truth Corroded, Redsands, Enter VI, Contrive.

#### 9 novembre 2002
Festival annulé.
Groupes prévus: 
- Destruction, Blood Duster, Dungeon, Earth, Frankenbok, Cog, Jerk, Pod People, Astriaal, Devolved, Psychrist, Alarum, Chalice, Sakkuth, Daysend, Psycroptic, Maladiction, Abortus, K.I.N., Enter Twilight, Clauz, Black Steel, Suns Owl, Contrive, Fuck...I'm Dead, Oni, Post Life Disorder, Infernal Method, Tourettes, Headmess, Hollow, LOG, Omnium Gatherum.

#### 20 décembre 2003
- Damaged, Alchemist, Hobbs' Angel of Death, Blood Duster, Devolved, Virgin Black, Destroyer 666, Cog, Vanishing Point, Dungeon, Psychrist (annulé, remplacé par Kill For Satan), Jerk, Atomizer, Earth, Frankenbok, Pod People, Astriaal, Forte, Fuck... I'm Dead, Psycroptic, Dark Order, Contrive, Sakkuth, Daysend, Mindsnare, Infernal Method, Embodiment, Gospel of the Horns, Tourettes, The Stockholm Syndrome, Flesh Mechanic, Captain Cleanoff, D:Nine, Shatterwrath, LOG.

#### 5 février 2005
- Blood Duster, Alchemist, Dungeon, Astriaal, Fuck... I'm Dead, Frankenbok, Psycroptic, Daysend, Alarum, Sakkuth, Vanishing Point, Walk the Earth, Parkway Drive, Gospel of the Horns, The Day Everything Became Nothing, Plague, Tailbone, Japunga, Pod People, Minus Life, K.I.N., Contrive, Earth, Brace, The Stockholm Syndrome, Mindsnare, The Deadly, Skintilla, 4 Dead, Repture, Fort, Sebasrockets.

#### 4 novembre 2006
- I Killed the Prom Queen, Skinless, Alchemist, Frankenbok, Alarum, The Furor, Fuck... I'm Dead, Vanishing Point, Dreadnaught, Infernal Method, Pod People, The Day Everything Became Nothing, Shifosi, Anarazel, Minus Life, Truth Corroded, Ebolie, Clagg, Contrive, Switchblade, Inane Eminence, Shigella, Lord, Darkest Dawn, LOG, Whitehorse, Kill for Satan, Mytile Vey Lorth, Blood Duster, Captain Cleanoff, Gospel of the Horns, MSI, Earth, Ne Oblivscaris, Antonamasia, Ruins, 4 Dead, Samsara, Choke, Ghastly.